# 澤萊尼察 (羅夫諾州)
51°27′0″N 26°0′10″E / 51.45000°N 26.00278°E
澤莱尼察（烏克蘭語：Зелениця），是烏克蘭西北部里夫内州瓦拉什区弗拉基米列茨市镇的村落。始建於1613年，面積6.08平方公里，海拔高度161米，2001年人口245，人口密度每平方公里40.3人。